# Лучший Самый День
Лучший Самый День — российская панк-рок группа, сформированная в 2011 году в Москве. На данный момент в составе группы два человека — Пётр «Фил» Затаев (бас-гитара, вокал) и Александр Яковук (барабаны). Группа выпустила 4 альбома, 5 EP-альбома и 7 синглов.
До «Лучшего Самого Дня» группа называлась «ИNогда», и в 2010 году на репетиции группы пришла мысль о смене названия. Из прошлого состава остались только Фил и Саня.
14 мая 2011 года состоялось первое выступление группы в клубе «Hleb». Эту дату можно считать датой основания группы.
Группа ежегодно даёт сольные концерты в Москве, Санкт-Петербурге и других городах России, а также выступает на музыкальных фестивалях таких как «Нашествие», «Доброфест», «Кубана», «Панки в городе», «Середина лета» и др. У группы есть традиция ежегодно давать концерты 1 января
Группа в своем творчестве поднимает вопросы человечества, его поведения и отношения друг к другу и окружающему миру, социальные и политические темы, а также не обходится без юмора в адрес всего вышесказанного и современной панк-культуры в целом.

## История

### Название и псевдоним
Всегда все интервью у группы начинаются с вопроса, а почему «Лучший Самый День», почему именно так звучит название группы. Случайность, легла в основу названия группы, наверняка в большей степени повлияла на ее решение оставить это название. А история проста: однажды бывший гитарист Влад на одной из репетиции предложил такое название, а ему это название навеяла подруга. На тот момент музыканты были безымянными, и это название, хоть и странное и казалось на первый взгляд бессмысленным, зацепило их. А сокращение до ЛСД пришло намного позже, ребята не задумывались о таком сокращении, это пришло от фанатов, группа всегда резко негативно высказывались против любых запрещенных веществ.
Псевдоним «Фил» у Петра Затаева тоже появилось волей случая. Музыкант не сразу приобрел этот псевдоним, в начале он относился к нему как к шутке и не слишком серьезно относился к его использованию. Однажды Петра кто-то так назвал, и эта кличка прилипла на долгое время. «Фил» стал именем, под которым Петра называю даже его друзья и коллеги, многие даже удивляются, когда Петр представляется своим настоящим именем. Сегодня многие фанаты музыканта знают его, как «Фила» и считают эту кличку настоящим именем. Однако Петр не испытывает к этому какого-либо особого отношения и продолжает дарить свою музыку с этим псевдонимом. Для него главное, чтобы его музыка находила своих слушателей и доставляла им удовольствие.

### Раннее творчество и становление группы (2011—2016 гг.)
Точная дата основания группы неизвестна, принято считать это апрель 2011 года. Тогда группа назывался «ИNогда». В апреле коллектив покидает гитарист Влад и бас-гитарист Дмитрий. Влад, лидер группы, решил играть более электронную музыку, поэтому решил распустить нынешний состав, его поддержал басист. И оставшись вдвоем, Фил и Саня решили не останавливаться и собрать новый состав, но играть несколько другую музыку.
По словам музыкантов все участники группы никогда не были знакомы друг с другом и нашлись через интернет. Объединяло их только одно — любовь к панк- и рок-музыке.
В начале своей музыкальной карьеры группа попробовала более легкий жанр, такой как поп-панк, прежде чем остановилась на панк-роке. Влияние на музыкантов группы оказали известные в середине 90-х панк-группы «Sum 41», «Ramones» и «NOFX».
В декабре 2011 года группа записала на одной из студий Москвы свой первый студийный мини-альбом «Радуга». В него вошло всего три песни, на одну из которых уже в феврале 2012 года был снят видеоклип. Клип получился довольно простой, без сюжетной линии и постановки, но был очень важен для музыкантов. Это были первые профессиональные съёмки группы, в которых принимали участие действующие сотрудники одного из ведущих телевизионных каналов России.
В мае 2012 года был записан сингл «Лето» и так же снят клип на эту песню. Плодами этих трудов стали приглашения на многие крупные фестивали, в том числе и за пределами России.
В феврале 2013 года в свет выходит новый, второй по счёту ЕР под названием «Sупергерой». Название пластинки обнадеживало на фоне грядущего конца света, ведь только он — «Sупергерой», мог всем помочь. В пластинку вошло четыре «панк-рок боевика» и одна медленная композиция. Это был первый опыт группы в написании медленной, лирической песни, которая в итоге стала лучшей в ЕР, по мнению ребят.
В октябре 2014 года был выпущен полноформатный альбом «Как меня слышно?», который делался почти год, и группа сразу же поехала в тур в поддержку пластинки. Почти сразу же выпускает кавер EP. В этом же году группа принимает участие в фестивале Кубана.
За 2013—2014 гг. группа, в общей сложности, дала 81 концерт по всей стране.
В сентябре 2015 года группа презентует биографический фильм о группе. Группа активно гастролирует. В августе 2016 года группа попадает в ротацию Нашего радио с треком «Бездельник»,.
Осенью 2016 года выходит новый альбом под названием «Под наши знамёна». Он был создан при участии известного музыканта Дмитрия Сокола из группы «Йорш». В общей сложности, в альбоме представлено 8 треков, отличающихся различным звучанием и стилистикой. Такие хиты, как «Гладильные доски» и «Бесконечность» входят в сет лист группы и по сей день. Альбом затронул в своих песнях актуальные для современного общества темы и ярко передал их в звучании. А через 8 лет в 2024 году песня "Запись день" из этого альбома в попала в программу "Пропанк" от Нашего Радио.
После релиза группа по традиции мчит в очередной тур. Тур «Под наши знамёна» охватил 19 городов.
2 июля 2017 года группа отыгрывает свой сет на фестивале «Доброфест». По словам музыкантов, это была не только хорошая возможность продемонстрировать свои музыкальные таланты, но и получить ценный опыт взаимодействия с широкой аудиторией.. Кроме того, участие в фестивале также способствовало расширению аудитории группы.
«Лучший Самый День» играли на одной сцене с такими коллективами, как Король и Шут, Смех, Йорш, Найк Борзов, Дельфин, План Ломоносова, Louna, Distemper и другими.

### Распад и воссоединение группы (2017—2018 гг.)
16 декабря 2017 года объявили о распаде группы на своем последнем онлайн концерте. По словам фронтмена Петра Затаева расход случился из-за отсутствия нового материала и творческого кризиса. Однако через некоторые время музыканты снова начинают собираться на репетициях. Поиск материала откладывается на год.  Этот перерыв в год для группы оказался роковым. Когда ребята собрались с новыми силами, популярность группы сильно упала и все пришлось начинать сначала. Опять пустые залы и работа в минус, как на первых этапах существования группы. Но ребята не сдались, усердно работали, исправляли ошибки и стремились вернуть свою популярность и уважение зрителей. Каждый концерт, каждая новая песня были для них шагом к возвращению на вершину.

### Настоящее время (2019—2024 гг.)
В 2019 год группа снова начинает активно гастролировать. За год группа отыграла 16 сольных концертов.
22 апреля 2019 года группа выпускает танцевальный мини-альбом «Панк is дэад? Панк из дэнс!».
Осенью группа готовит материал, для нового альбома, который получил название «В мире животных». 4 сентября 2019 выходит сингл «Лисьи шруры». 3 дек 2019 г. группа выпускает сингл «Живи спокойно!». Эти два сингла в дальнейшем войдут в альбом «В мире животных». А также к треку «Живи спокойно!» выходит клип.
20 августа 2019 года трек «Танцуют» попадает в сто одиннадцатый выпуск программы «Жёсткий Диск» от Нашего радио.
18 декабря 2019 выходит альбом «В мире животных!». Альбом представляет собой концептуальную работу, посвященную защите животных и их взаимоотношениям с людьми. В текстах песен группа выступает против жестокости по отношению к животным и призывает к их защите. Среди наиболее заметных композиций в альбоме можно отметить «Лисьи шкуры», «В мире животных», «Живи спокойно», «Ракеты».
27 апреля 2020 года выходит сингл «Вирус». Жесткий ответ группы на коронавирус, пандемию и ограничения.
В 2020 году «Лучший Самый День» подписывают контракт с лейблом «Soyuz Music».
4 июня 2021 года на крупнейшем в СНГ рекорд-лейбле «Soyuz Music» был выпущен альбом «Мертвых больше, чем живых». Альбом получил название в честь одноименной песни, которая является главным треком на диске. Музыкально «Мертвых больше чем живых» относится к жанру панк-рока и характеризуется яркими гитарными риффами и быстрым темпом. Альбом был хорошо принят поклонниками группы.
11 марта 2022 года выходит провокационный сингл «Колуны» и уже через месяц, 6 апреля, у группы выходит клип на «Клоунов». В тексте выражается презрение к политическим «клоунам», манипулирующим людьми и играющими судьбами многих. Кроме того, песня говорит о том, что в стране нужны перемены и главное — молодежь, которая способна принимать на себя ответственность и действовать.
1 апреля 2022 года «Лучший Самый День» были гостевыми участниками альбоме группы «Азон» — «Всё будет Супер!», в треке «Порно».
В 2022 году Фил решает проехать по городам России с акустической программой исполнить песни группы в новой аранжировке . Фил дал 9 концертов в многих городах России такие как Ярославль, Нижний Новгород, Воронеж, Киров, Тула, Егорьевск, а также дал концерт в Москве. На волне интереса фанатов Фил записывает акустический клип на трек «На луну». В планах у музыканта записать акустический альбом.
10 мая 2023 года вышел EP-альбом «Покупаем-продаем». В релизе заявлено три ярких трека: «Покупаем продаем», «Бешеный круг» и «Все изменить». Как комментируют музыканты, каждая песня заряжена энергией, но при это звучат и передают разный настрой и разное настроение. Трек «Всё изменить» попал в эфир на Наше радио в программе Андрея Куренкова — фАнотека. А зимой этого же года «Всё изменить» попала в подкаст «Энциклопедия НАШЕго Радио». Мини-альбом «Покупаем-продаём» в названии и обложке раскрывает свой протестный потенциал. В мини-альбоме «Покупаем-продаем» группа решила утяжелиться, соединив такие жанры как: хардкор-панк, альтернативный рок и классический панк-рок. Все тексты пропитаны социальной повесткой и рассказывают о жизни обычных людей.
26 мая 2023 года вышел трибьют группе «Объект насмешек» — «Выход дракона 2», в котором Лучший Самый День приняли участие, записав трек «Поверить в землю».
9 июня 2023 года Пётр Затаев поучаствовал в проекте «Зелёнка» с акустической программой. «Зелёнка» представляет собой некоммерческий проект от Культурного центра «Москвич». К участию в «Зелёнке» приглашаются молодые исполнители и музыкальные группы жанров инди/поп/рок/джаз/кантри и другие.
30 июня 2023 года вышла совместная работа с группой Туристы под названием Гордыни.net . Песня вышла в формате сингл.
2 сентября 2023 года у группы появляется саппорт LSD Moscow Gang  который тщательно готовится к концертам своих любимых музыкантов, радуя их, себя и всех остальных зрителей яркими и крутыми флэшмобами. Флэшмобы, организованные фан-саппортом, становятся настоящим сюрпризом для исполнителей и других зрителей на концертах в Москве и других городах. Для музыкантов это является несомненным приятным сюрпризом. Поддержка саппорта дает им мотивацию для продолжения карьеры, о чем часто пишут сами музыканты.
12 сентября 2023 года вышел сингл под названием «Короткие номера» . Основная идея сингла заключается в том, что помощь и поддержка очень важны для особенных детей. Они нуждаются в заботе, любви и понимании, чтобы переносить тяжелые испытания, с которыми им приходится сталкиваться. Важность помощи подчеркивается в словах песни, которые призывают нас не оставаться равнодушными, а сделать все возможное, чтобы помочь. Песня передает сообщение, что даже небольшое проявление доброты и заботы может иметь огромное значение. 13 октября на сингл вышел видеоклип.
17 ноября 2023 года вышел мини-альбом «Панк-дискотека» . Альбом состоит из трёх композиций «Панк-дискотека», «Чтобы девки не толстели», «Панк-рок хит». Все песни альбома объединены энергичной подачей и танцевальным настроением. Этот мини-альбом интересен всем, кто устал от социально-политических тем и хочет просто оторваться от реальности, забыть обо всех проблемах и зарядиться энергией. Поэкспериментировав на прошлых релизах с панк-хардкором, музыканты теперь приглашают на танцпол. Релиз выдержан в стиле дископанк .
7 декабря 2023 года вышел совместный сингл с ростовской группой Чорч . Песня получила название "В темноте" и за первые дни набрала 1000 прослушиваний .
За весну 2024 года группа почти каждые выходные даёт концерты и часто экспериментирует со звуком на своих выступлениях. Они приглашают разных музыкантов присоединиться к ним и исполнить свои песни. Поэтому на концертах часто появляется друг и талантливый музыкант из группы Distemper — Юра Ратников.
28 мая 2024 года группа решает кардинально изменить направление развития, сделав ставку на музыку как единственный источник дохода. Фронтмен Пётр Затаев заявляет, что им больше некуда деваться, они готовы отказаться от своих обычных работ и полностью посвятить себя музыкальной карьере, перестав быть "группой выходного дня". Эта резкая перемена обернулась уходом гитариста Тараса Кузнецова, который не смог найти возможности посвятить всё своё время группе.

## Дискография
| Год  | Альбом                                    | Песня                         | Видеоклип                                        |
| ---- | ----------------------------------------- | ----------------------------- | ------------------------------------------------ |
| 2012 | -                                         | Лето                          |                                                  |
| 2012 | Радуга (мини-альбом)                      | Две любви                     | Две любви (клип)                                 |
| 2012 | Радуга (мини-альбом)                      | Радуга                        | Радуга (audio)                                   |
| 2012 | Радуга (мини-альбом)                      | Лучший самый день             | Лучший самый день (audio)                        |
| 2013 | Sупергерой (мини-альбом)                  | Улыбнись                      | Улыбнись (audio)                                 |
| 2013 | Sупергерой (мини-альбом)                  | Sупергерой                    | Sупергерой (audio)                               |
| 2013 | Sупергерой (мини-альбом)                  | Поменяю лень на мозг          | Поменяю лень на мозг (audio)                     |
| 2013 | Sупергерой (мини-альбом)                  | Закрывая двери                | Закрывая двери (audio)                           |
| 2013 | Sупергерой (мини-альбом)                  | Кажется                       | Кажется (audio)                                  |
| 2014 | Как меня слышно?                          | Интро                         | Интро (audio)                                    |
| 2014 | Как меня слышно?                          | Как меня слышно?              | Как меня слышно? (audio)                         |
| 2014 | Как меня слышно?                          | Завтра утром                  | Завтра утром (audio)                             |
| 2014 | Как меня слышно?                          | Помнишь, ты мне сказала?      | Помнишь, ты мне сказала? (audio)                 |
| 2014 | Как меня слышно?                          | Бездельник                    | Бездельник (audio)                               |
| 2014 | Как меня слышно?                          | Мечтаю                        | Мечтаю (audio)                                   |
| 2014 | Как меня слышно?                          | Привет, красавица!            | Привет, красавица! (audio)                       |
| 2014 | Как меня слышно?                          | Небо никогда не упадёт        | Небо никогда не упадёт (audio)                   |
| 2014 | Как меня слышно?                          | До завтра                     | До завтра (audio)                                |
| 2016 | Под наши знамёна                          | Под наши знамёна feat. Йорш   | Под наши знамёна (audio)                         |
| 2016 | Под наши знамёна                          | Гладильные доски              | Гладильные доски (live)                          |
| 2016 | Под наши знамёна                          | Капля                         | Капля (audio)                                    |
| 2016 | Под наши знамёна                          | Дурацкая песня                | Дурацкая песня (audio)                           |
| 2016 | Под наши знамёна                          | Враг                          | Враг (audio)                                     |
| 2016 | Под наши знамёна                          | Бесконечность                 | Бесконечность (live acoustic)                    |
| 2016 | Под наши знамёна                          | Мотыльки                      | Мотыльки (audio)                                 |
| 2016 | Под наши знамёна                          | Запись день                   | Запись день (audio)                              |
| 2017 | -                                         | С новым годом                 |                                                  |
| 2019 | Панк is дэад? Панк из дэнс! (мини-альбом) | Танцуют                       | Танцуют (live)                                   |
| 2019 | Панк is дэад? Панк из дэнс! (мини-альбом) | Встретимся                    | Встретимся (live)                                |
| 2019 | Панк is дэад? Панк из дэнс! (мини-альбом) | Наебал                        | Наебал (audio)                                   |
| 2019 | -                                         | Живи спокойно!                | Живи спокойно! (клип)                            |
| 2019 | -                                         | Лисьи шкуры                   | Лисьи шкуры (клип)                               |
| 2019 | В мире животных                           | Человек                       | Человек (audio)                                  |
| 2019 | В мире животных                           | В мире животных               | В мире животных (live)                           |
| 2019 | В мире животных                           | Сила                          | Сила (audio)                                     |
| 2019 | В мире животных                           | Три                           | Три (видео с репетиции)                          |
| 2019 | В мире животных                           | Лисьи шкуры                   | Лисьи шкуры (live)                               |
| 2019 | В мире животных                           | Назвался панком               | Назвался панком (audio)                          |
| 2019 | В мире животных                           | После школы                   | После школы (audio)                              |
| 2019 | В мире животных                           | Живи спокойно                 | Живи спокойно (audio)                            |
| 2019 | В мире животных                           | Ракеты                        | Ракеты (live) Ракеты (live acoustic)             |
| 2020 | -                                         | Вирус                         | Вирус (видео-отчет)                              |
| 2021 | Мёртвых больше, чем живых                 | На краю вселенной             | На краю вселенной (live acoustic)                |
| 2021 | Мёртвых больше, чем живых                 | Солдатики                     | Солдатики (клип)                                 |
| 2021 | Мёртвых больше, чем живых                 | Водку продали, деньги пропили | Водку продали, деньги пропили (live)             |
| 2021 | Мёртвых больше, чем живых                 | Мёртвых больше, чем живых     | Мёртвых больше, чем живых (audio)                |
| 2021 | Мёртвых больше, чем живых                 | На луну                       | На луну (studio acoustic version) На луну (live) |
| 2021 | Мёртвых больше, чем живых                 | В остывшем сердце             | В остывшем сердце (audio)                        |
| 2021 | Мёртвых больше, чем живых                 | Качали                        | Качали (live)                                    |
| 2021 | Мёртвых больше, чем живых                 | Лишь бы мне                   | Лишь бы мне (видео с репетиции)                  |
| 2021 | Мёртвых больше, чем живых                 | Муравей                       | Муравей (audio)                                  |
| 2022 | -                                         | Клоуны                        | Клоуны (клип)                                    |
| 2023 | Покупаем-продаем (мини-альбом)            | Покупаем-продаем              | Покупаем-продаем (live)                          |
| 2023 | Покупаем-продаем (мини-альбом)            | Бешеный круг                  | Бешеный круг (audio)                             |
| 2023 | Покупаем-продаем (мини-альбом)            | Всё изменить                  | Всё изменить (live)                              |
| 2023 | -                                         | Короткие номера               | Короткие номера (клип)                           |
| 2023 | Панк-дикотека (мини-альбом)               | Панк-дискотека                | Панк-дискотека (live)                            |
| 2023 | Панк-дикотека (мини-альбом)               | Чтобы девки не толстели       | Чтобы девки не толстели (audio)                  |
| 2023 | Панк-дикотека (мини-альбом)               | Панк-рок хит                  | Панк-рок хит (live)                              |

Гостевое участие
| Год  | Группа                           | Альбом / сингл         | Песня            |
| ---- | -------------------------------- | ---------------------- | ---------------- |
| 2022 | ФЛИП feat. Лучший Самый День     | #дваноль               | Разгадать тебя   |
| 2022 | Азон feat. Лучший Самый День     | Всё будет супер!       | Порно            |
| 2023 | Трибьют Объект насмешек, Рикошет | Выход дракона, Часть 2 | Поверить в землю |
| 2023 | Туристы feat. Лучший Самый День  | Гордыни.Net            | Гордыни.Net      |
| 2023 | Чорч feat. Лучший Самый День     | В темноте              | В темноте        |

## Состав

### Текущий состав
Петр «Фил» Затаев — вокал/бас-гитара

Александр «Вобла» Яковук — барабаны

### Бывшие участники
Артем Минаков — бас-гитара 2011—2013 гг.

Кирилл Иванов — бас-гитара 2013—2014 гг.

Георгий Громов — бас-гитара 2014—2016 гг.

Евгений Луб — бас-гитара 2016—2016 гг.

Иван Бурцев — бас-гитара 2016—2017 гг.
Тарас «Тарик» Кузнецов — гитара/бэк-вокал 2011–2024
1. ↑  Vocal.Ru. 14 мая клуб "Hleb" АРС ПЕГАС и Аморальное Блюдечко!!! Дата обращения: 20 мая 2023. Архивировано 7 мая 2023 года.
2. ↑  Нашествие 2017: участники фестиваля. Дата обращения: 7 мая 2023. Архивировано 11 мая 2023 года.
3. ↑  Василий ХОДАРЕВ. Полный список участников Нашествие-2017. Комсомольская правда. Тверь (29 июня 2017). Дата обращения: 10 июня 2024. Архивировано 10 июня 2024 года.
4. ↑  dimanos. Расписание Нашествие 2017 (4 июля 2017). Дата обращения: 21 июня 2024. Архивировано 21 июня 2024 года.
5. ↑  Temiko. Интернациональный и игровой Доброфест 2017. mesmika.com (5 июля 2017). Дата обращения: 2 марта 2024. Архивировано 2 марта 2024 года.
6. ↑  Лучший Самый День (серия интервью специально для Доброфеста). Дата обращения: 7 мая 2023. Архивировано 7 мая 2023 года.
7. ↑  KUBANA Новый Год 2014. Дата обращения: 7 мая 2023. Архивировано 7 мая 2023 года.
8. ↑  Фестиваль «Панки в городе 2017»: возрождение легенды. Дата обращения: 7 мая 2023. Архивировано 7 мая 2023 года.
9. ↑  Лучший самый день, Середина Лета, 2020. Дата обращения: 7 мая 2023. Архивировано 7 мая 2023 года.
10. ↑  Виктория Микина. Первое января — Лучший Самый День. Дата обращения: 7 мая 2023. Архивировано 7 мая 2023 года.
11. ↑  Радио Венечка. 17:05 Онлайн концерт группы "Лучший Самый День". Дата обращения: 7 мая 2023. Архивировано 16 мая 2023 года.
12. ↑  Интервью с лидером группы «Лучший Самый День». Дата обращения: 7 мая 2023. Архивировано 7 мая 2023 года.
13. ↑  В поисках титанов. Петр Затаев (Лучший Самый День). Хочется играть и кайфовать. Дата обращения: 7 мая 2023. Архивировано 7 мая 2023 года.
14. ↑  Радио Венечка. Онлайн концерт группы "Лучший Самый День". Дата обращения: 7 мая 2023. Архивировано 16 мая 2023 года.
15. ↑  Своё Радио. Лучший Самый День. "Живые". Своё Радио (25.01.2017). Дата обращения: 7 мая 2023. Архивировано 7 мая 2023 года.
16. ↑  Музыкальный портал Голос Рока. Пётр Затаев. Наслаждаться тем, что есть. Дата обращения: 7 мая 2023. Архивировано 7 мая 2023 года.
17. ↑  Лучший Самый День - "ДВЕ ЛЮБВИ". Дата обращения: 7 мая 2023. Архивировано 7 мая 2023 года.
18. ↑  Punk Rock Shows 2013-2014.
19. ↑  Зеленые Куртки. Лучший Самый День (Панк Рок, Фильм о группе). Дата обращения: 7 мая 2023. Архивировано 7 мая 2023 года.
20. ↑  Наше радио. Лучший самый день — Бездельник. Дата обращения: 20 мая 2023. Архивировано 9 мая 2023 года.
21. ↑  Ротация Бездельник Лучший самый день. Дата обращения: 7 мая 2023. Архивировано 11 мая 2023 года.
22. ↑  PUNXLOVE Блог №2 (часть 3): Лучшие альбомы русского панк-андеграунда 2016. Дата обращения: 7 мая 2023. Архивировано 7 мая 2023 года.
23. ↑  Сергей Метель, группа «Смех». Наше Радио. Программа "Пропанк" Выпуск от 07.05.2024. www.nashe.ru (7 мая 2024). Дата обращения: 11 мая 2024. Архивировано 11 мая 2024 года.
24. ↑  Завершился тур "ПОД НАШИ ЗНАМЕНА". Дата обращения: 7 мая 2023. Архивировано 7 мая 2023 года.
25. ↑  ДОБРОФЕСТ 2017, АЭРОДРОМ ЛЕВЦОВО, КАК ЭТО БЫЛО … Дата обращения: 7 мая 2023. Архивировано 7 мая 2023 года.
26. ↑  ЕВГРАФОВ LIVE. Совместный концерт с КиШ. Дата обращения: 7 мая 2023. Архивировано 7 мая 2023 года.
27. ↑  Фестиваль ВЛАДИМИРСКИЙ ТЯЖЕЛОВОЗ 2012. Дата обращения: 28 января 2024. Архивировано 28 января 2024 года.
28. ↑  Онлайн концерт #ЛСДЖиви.
29. ↑  На какое-то время мы покинем сцену.
30. ↑  ПАНК РОК ШОУ 2019. Дата обращения: 7 мая 2023. Архивировано 8 мая 2023 года.
31. ↑  Презентация "В мире животных".
32. ↑  Лучший Самый День - "Живи спокойно" (сингл 2019 г.). Дата обращения: 7 мая 2023. Архивировано 7 мая 2023 года.
33. ↑  Наше радио. Выпуск от 20 августа 2019 года. Дата обращения: 20 мая 2023. Архивировано 7 мая 2023 года.
34. ↑  ПРЕМЬЕРА Лучший Самый День - В мире животных! Дата обращения: 7 мая 2023. Архивировано 21 апреля 2020 года.
35. ↑  Новая песня группы "Лучший Самый День" - "Вирус". Дата обращения: 7 мая 2023. Архивировано 7 мая 2023 года.
36. ↑  Soyuz Music. Лучший Самый День - Мертвых больше, чем живых. Дата обращения: 7 мая 2023. Архивировано 7 мая 2023 года.
37. ↑  Радио Душ (Radio Shower). Лучший Самый День: про мёртвых и живых, 10 лет и панк-рок / интервью, электричество, сезон 1 серия 3. Дата обращения: 7 мая 2023. Архивировано 7 мая 2023 года.
38. ↑  Soyuz Music. Лучший Самый День - Клоуны. Дата обращения: 7 мая 2023. Архивировано 7 мая 2023 года.
39. ↑  Лучший Самый День - Клоуны (Official video). Дата обращения: 7 мая 2023. Архивировано 7 мая 2023 года.
40. ↑  Петр Балдин sub-cult.ru. Группа «Азон» выпустила альбом «Всё будет Супер!»
41. ↑  MAXI ROCK радио. В эфире Maxi Rock Пётр Затаев.
42. ↑  Лучший самый день - Лисьи Шкуры (Акустика). Дата обращения: 7 мая 2023. Архивировано 7 мая 2023 года.
43. ↑  Лучший Самый День - Встретимся (Acoustic version). Дата обращения: 7 мая 2023. Архивировано 7 мая 2023 года.
44. ↑  Лучший Самый День - На краю вселенной (Acoustic version). Дата обращения: 7 мая 2023. Архивировано 7 мая 2023 года.
45. ↑  Виктория Микина musecube.org. Панк-акустика Петра Затаева. Дата обращения: 7 мая 2023. Архивировано 7 мая 2023 года.
46. ↑  Лучший Самый День - На луну (Studio acoustic version). Дата обращения: 7 мая 2023. Архивировано 7 мая 2023 года.
47. ↑  Что же вас ждет в новом альбоме?
48. ↑  Наше радио. фАнотека Выпуск от 18.05.2023. Дата обращения: 7 мая 2023. Архивировано 23 марта 2023 года.
49. ↑  Наше радио.
50. ↑  Энциклопедия НАШЕго Радио Йорш, Слот, Читмил, Лучший Самый День. Дата обращения: 23 декабря 2023. Архивировано 23 декабря 2023 года.
51. ↑  Кирилл Саликов. Портал Субкультура 23 мая 2023, «Идеальное общество — честное общество!»: «Лучший самый день» представляет мини-альбом «Покупаем-продаём». Дата обращения: 7 мая 2023. Архивировано 4 июня 2023 года.
52. ↑  Денис Ступников. www.km.ru Лучший Самый День «Покупаем-продаем» (мини-альбом).
53. ↑  Трибьют группе «Объект насмешек» — «Выход дракона 2». Дата обращения: 26 мая 2023.
54. ↑  Зелёнка. Пётр Затаев (группа "Лучший Самый День"). Дата обращения: 14 июня 2023. Архивировано 5 июня 2023 года.
55. ↑  Туристы feat. Лучший Самый День - Гордыни.net (single). m.vk.com. Дата обращения: 13 декабря 2023. Архивировано 13 декабря 2023 года.
56. ↑  LSD Moscow Gang. Дата обращения: 9 июня 2024. Архивировано 18 декабря 2024 года.
57. 1 2  Марина Шварцедот. Лучший Самый День и Г.М.О в клубе Город. rockweek.ru (24 мая 2024). Дата обращения: 30 мая 2024. Архивировано 30 мая 2024 года.
58. ↑  Виктория Микина. День Рождения в стиле панк – Лучший Самый День в клубе Город. musecube.org (Июн 7, 2024). Дата обращения: 9 июня 2024. Архивировано 9 июня 2024 года.
59. ↑  Наш LSD Moscow Gang. Вы и есть ЛСД! (27.05.24). Дата обращения: 9 июня 2024. Архивировано 18 декабря 2024 года.
60. ↑  Лучший Самый День - Короткие номера.
61. ↑  Лучший Самый День - Короткие номера. Дата обращения: 16 октября 2023. Архивировано 24 февраля 2024 года.
62. ↑  Лучший Самый День — SOYUZ-MUSIC. Дата обращения: 11 декабря 2023. Архивировано 11 декабря 2023 года.
63. ↑  Лучший самый день - Панк дискотека (2023). m.vk.com. Дата обращения: 11 декабря 2023. Архивировано 11 декабря 2023 года.
64. ↑  Денис Ступников. Лучший Самый День «Панк-дискотека» (мини-альбом) (рус.). www.km.ru (8 декабря 2023). Дата обращения: 11 декабря 2023. Архивировано 11 декабря 2023 года.
65. ↑  ЧОРЧ feat. Лучший Самый День - В темноте.
66. ↑  ЧОРЧ. Первые 1000 прослушиваний.
67. ↑  Поиск нового гитариста (28 мая 2024).